# Aya Ueto

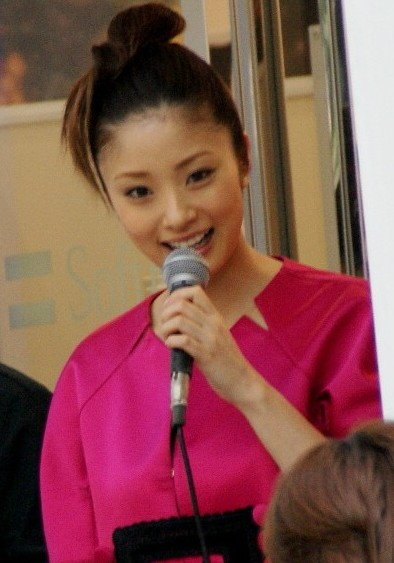
Aya Ueto (2009)

Aya Ueto (jap. 上戸 彩, Ueto Aya; * 14. September 1985 in Nerima, Tokio, Japan) ist ein japanisches Idol. Sie arbeitet als Musikerin, Schauspielerin, Synchronsprecherin und Model.

## Biografie
Ihre Mutter spornte sie an, beim Fernsehen vorzusprechen. Im August 1997 nahm sie beim siebten Schönheitswettbewerb Zen-Nihon Kokuminteki Bishōjo Contest (全日本国民的美少女コンテスト) teil und erhielt bei diesem den Spezialpreis der Jury. Daraufhin folgten einige Auftritte in Werbespots.
Im Jahr 1999 gründete sie die J-Pop-Band Z-1 mit Mami Neijki, Mai Fujiya und Manami Nishiwaki. Die Band löste sich nach der Veröffentlichung von nur fünf Singles wieder auf. Zwei Jahre später erhielt sie einen Plattenvertrag bei Pony Canyon und begann eine Solokarriere. Ihre erste Solo-Single Pureness erschien im August 2002 und wurde auf Anhieb ein Erfolg. Der Song schaffte es auf Platz vier der Oricon-Singlecharts, Uetos im März 2003 veröffentlichtes, erstes Album AYAUETO auf Platz fünf der Albumcharts. Seitdem hat sie mehrere weitere Singles und Alben veröffentlicht.
Eine ihrer ersten Rollen als Schauspielerin hatte sie 2000 mit der der vierzehnjährigen Momo Fuchigami in dem Fernsehdrama Namida o fuite, in dem Yōsuke Eguchi die Hauptrolle übernahm. Weitere Fernsehdramen begründeten einen hohen Bekanntheitsgrad für Ueto. In der Verfilmung der Manga-Serie Ace o Nerae als Fernsehserie übernahm sie 2004 beispielsweise die Hauptrolle der Tennisspielerin Hiromi Oka. Sie schrieb auch das Titellied zu der Serie, Ai no tame ni., das bis auf Platz sechs der Oricon-Singlecharts kam und ihre bis dahin erfolgreichste Single Pureness mit Verkaufszahlen von über 99.000 übertrumpfte. Einen Monat nach der Veröffentlichung von Ai no tame ni. folgte das dazugehörige Album MESSAGE, das es auch auf den sechsten Platz der Oricon-Charts schaffte. Die Doppel-Single-Veröffentlichung mit den beiden Titeln Kaze und Okoru kotoba platzierte sich auf den achten Rang der Charts.
In der Fernseh-Verfilmung eines weiteren Sport-Mangas, Attack No. 1, war sie von April bis Juni 2005 in der Titelrolle zu sehen. Der Ending-Song für die elfteilige Volleyball-Serie war Uetos Single Yume no Chikara, die bis auf Platz sieben der Oricon-Charts kam und sich über 85.000 mal verkaufte.
2004 warb Ueto für zehn verschiedene Firmen und erhielt für diverse Werbespots in dem Jahr 45 Millionen Yen. Noch 2003 waren es nur 30 Millionen Yen.
In Ryūhei Kitamuras Film Azumi aus dem Jahr 2003, der Verfilmung einer Manga-Serie von Yū Koyama, spielte sie die Protagonistin, die gemeinsam mit neun anderen Waisenkindern aufgezogen wurde und in einem historischen Japan als Schwertkämpferin arbeitet. Für diese Darstellung prämierte man sie mit Japanese Academy Awards in den Kategorien Bester Nachwuchsdarsteller und Populärster Darsteller. Sie war auch als Beste Hauptdarstellerin nominiert, musste sich aber Shinobu Terajima (Akame shijuya taki shinju misui) geschlagen geben. 2005 kam die Fortsetzung Azumi 2 – Death or Love in die japanischen Kinos, erneut mit Ueto in der Hauptrolle. 2004 war sie als Asako Nozawa, die Protagonistin, in Kei Kataokas Film Install zu sehen, der auf einem preisgekrönten Bestseller-Roman von Risa Wataya basiert.

## Filmografie (Auswahl)
- 1999: Satsujinsha – Uragiri no kyoudan
- 2000: Namida o fuite (Fernsehserie)
- 2001: 3-nen B-gumi Kimpachi-sensei 6 (Fernsehserie)
- 2001: Yome wa mitsuboshi (Fernsehserie)
- 2002: My Little Chef(Fernsehserie)
- 2003: Kōkō kyōshi (Fernsehserie)
- 2003: Azumi
- 2003: Hitonatsu no Papa e (Fernsehserie)
- 2003: Satoukibi batake no uta
- 2004: Ace wo nerae! (Fernsehserie)
- 2004: Install
- 2004: Ace wo nerae! Kiseki e no chōsen
- 2005: Utsubo (Fernsehserie)
- 2005: Koto
- 2005: Azumi 2 – Death or Love
- 2005: Ashita-Genki (Stimme)
- 2005: Attack No. 1 (Fernsehserie)
- 2006: Attention Please (Fernsehserie)
- 2006: Tsubasa no oreta tenshitachi (Fernsehserie)
- 2006: Atenshon puriizu (Fernsehserie)
- 2007: Ri Kouran (Fernsehserie)
- 2007: Hotelier (Fernsehserie)
- 2012: Thermae Romae

## Diskografie

### Studioalben
| Jahr | Titel                      | Höchstplatzierung, Gesamtwochen, AuszeichnungChartsChartplatzierungen (Jahr, Titel, Platzierungen, Wochen, Auszeichnungen, Anmerkungen) | Anmerkungen                                                  |
| Jahr | Titel                      | JP | Anmerkungen                                                  |
| ---- | -------------------------- | --- | ------------------------------------------------------------ |
| 2003 | Ayaueto                    | JP5 (13 Wo.)JP | Erstveröffentlichung: 12. März 2003 Verkäufe JP: + 54.000    |
| 2004 | Message                    | JP6 (11 Wo.)JP | Erstveröffentlichung: 3. März 2004 Verkäufe JP: + 75.000     |
| 2004 | Re.                        | JP19 (7 Wo.)JP | Erstveröffentlichung: 8. Dezember 2004 Verkäufe JP: + 35.000 |
| 2006 | License                    | JP19 (4 Wo.)JP | Erstveröffentlichung: 8. März 2006 Verkäufe JP: + 22.000     |
| 2009 | Happy Magic: Smile Project | JP20 (5 Wo.)JP | Erstveröffentlichung: 15. Juli 2009 Verkäufe JP: + 11.000    |

### Kompilationen
| Jahr | Titel                              | Höchstplatzierung, Gesamtwochen, AuszeichnungChartsChartplatzierungen (Jahr, Titel, Platzierungen, Wochen, Auszeichnungen, Anmerkungen) | Anmerkungen                                                    |
| Jahr | Titel                              | JP | Anmerkungen                                                    |
| ---- | ---------------------------------- | --- | -------------------------------------------------------------- |
| 2005 | Uetoayamix                         | JP49 (2 Wo.)JP | Erstveröffentlichung: 24. August 2005 Verkäufe JP: + 7.000     |
| 2006 | Best of Uetoaya: Single Collection | JP5 (8 Wo.)JP | Erstveröffentlichung: 20. September 2006 Verkäufe JP: + 48.000 |

### Singles
| Jahr | Titel Album                                            | Höchstplatzierung, Gesamtwochen, AuszeichnungChartsChartplatzierungen (Jahr, Titel, Album, Platzierungen, Wochen, Auszeichnungen, Anmerkungen) | Anmerkungen                                                   |
| Jahr | Titel Album                                            | JP | Anmerkungen                                                   |
| ---- | ------------------------------------------------------ | --- | ------------------------------------------------------------- |
| 2002 | Pureness Ayaueto                                       | JP4 (8 Wo.)JP | Erstveröffentlichung: 28. August 2002 Verkäufe JP: + 96.000   |
| 2002 | Kizuna Ayaueto                                         | JP5 (11 Wo.)JP | Erstveröffentlichung: 7. November 2002 Verkäufe JP: + 57.000  |
| 2003 | Hello Ayaueto                                          | JP10 (9 Wo.)JP | Erstveröffentlichung: 26. Februar 2003 Verkäufe JP: + 41.000  |
| 2003 | Message / Personal Message                             | JP10 (6 Wo.)JP | Erstveröffentlichung: 14. Mai 2003 Verkäufe JP: + 28.000      |
| 2003 | Kanshō / Mermaid Message                               | JP9 (7 Wo.)JP | Erstveröffentlichung: 27. August 2003 Verkäufe JP: + 40.000   |
| 2003 | Binetsu Message                                        | JP14 (7 Wo.)JP | Erstveröffentlichung: 27. November 2003 Verkäufe JP: + 24.000 |
| 2004 | Ai no Tame ni. Message                                 | JP6 Gold · (15 Wo.)JP | Erstveröffentlichung: 4. Februar 2004 Verkäufe JP: + 99.000   |
| 2004 | Kaze / Okuru Kotoba Re.                                | JP8 (10 Wo.)JP | Erstveröffentlichung: 16. Juni 2004 Verkäufe JP: + 44.000     |
| 2004 | Afuresō na Ai, Daite / Namida wo Fuite Re.             | JP10 (8 Wo.)JP | Erstveröffentlichung: 28. Juli 2004 Verkäufe JP: + 34.000     |
| 2004 | Usotsuki Re.                                           | JP12 (5 Wo.)JP | Erstveröffentlichung: 17. November 2004 Verkäufe JP: + 26.000 |
| 2005 | Yume no Chikara License                                | JP7 Gold + Gold (Digital) · (13 Wo.)JP | Erstveröffentlichung: 8. Juni 2005 Verkäufe JP: + 85.000      |
| 2005 | Kaze wo Ukete License                                  | JP17 (6 Wo.)JP | Erstveröffentlichung: 3. August 2005 Verkäufe JP: + 27.000    |
| 2006 | Egao no Mama de License                                | JP15 (4 Wo.)JP | Erstveröffentlichung: 15. Februar 2006 Verkäufe JP: + 13.000  |
| 2007 | Way to Heaven Happy Magic: Smile Project               | JP20 (5 Wo.)JP | Erstveröffentlichung: 14. März 2007 Verkäufe JP: + 12.000     |
| 2007 | Namida no Niji / Save Me Happy Magic: Smile Project    | JP17 (5 Wo.)JP | Erstveröffentlichung: 30. Mai 2007 Verkäufe JP: + 13.000      |
| 2009 | Smile for.../Mō Ichido Dake Happy Magic: Smile Project | JP10 (5 Wo.)JP | Erstveröffentlichung: 24. Juni 2009 Verkäufe JP: + 13.000     |